# Ким Джан Ди
Ким Джан Ди (кор. 김잔디, р. 15 июня 1991) — южнокорейская дзюдоистка, призёр Азиатских игр.
Родилась в 1991 году в провинции Чолла-Намдо. В 2010 году завоевала серебряную медаль Азиатских игр. В 2011 году стала серебряной призёркой чемпионата Азии. В 2012 году завоевала бронзовую медаль чемпионата Азии, а на Олимпийских играх в Лондоне стала 9-й. В 2013 году стала серебряной призёркой чемпионата Азии и чемпионкой Восточноазиатских игр. В 2014 году завоевала серебряную медаль Азиатских игр.